# Santa Fe (Romblon)
Santa Fe é um município de  quinta classe de renda municipal (d) na província Romblon, nas Filipinas. De acordo com o censo de 1 de maio  de  2020 possui uma população de 17 802 pessoas e 4 490 domicílios.